# Anderson (Carolina del Sud)
Anderson és una població dels Estats Units a l'estat de Carolina del Sud. Segons el cens del tenia 25.514 habitants.

## Demografia
Segons el cens del 2000, Anderson tenia 25.514 habitants, 10.641 habitatges i 6.299 famílies. La densitat de població era de 711,8 habitants/km².
Per edats la població es repartia de la següent manera: un 0% tenia menys de 18 anys, un 0% entre 18 i 24, un 26,3% entre 25 i 44, un 20,4% de 45 a 60 i un 20,4% 65 anys o més.
L'edat mediana era de 38 anys. Per cada 100 dones de 18 o més anys hi havia 82,3 homes.
Entorn del 15,4% de les famílies i el 20,8% de la població estaven per davall del llindar de pobresa.

## Poblacions més properes
El següent diagrama mostra les poblacions més properes.